# رشته‌داستان‌های ولسونگ
رشته‌داستان‌های ولسونگ (به زبان نروژی باستان: Vǫlsungr Cycle) به مجموعه افسانه‌هایی در اساطیر اسکاندیناوی گفته می‌شود که برای اولین بار در قرون وسطای ایسلند به ثبت رسید، و همچنین به شکل نقش‌های کنده‌کاری در سوئد، نروژ و انگلستان شناخته شده‌است. همانند افسانه‌های حول تیرفینگ، چرخه ولسونگ نیز از چندین افسانهٔ جداگانه ساخته شده‌است. وقایع داستان در شمال و اروپای مرکزی نهفته است و افسانه‌ها به خودی خود در میان تمام نژادهای متعلق به خانوادهٔ بزرگ ژرمنی یافت می‌شود. اشعار شاعرانه، این چرخه را با فرهنگ عامه مادری اسکاندیناوی شامل داستان هلگی هوندینگس‌بان آغاز می‌کند. سرود نیبلونگ‌ها نیز که سروده‌ای حماسی است و بر پایهٔ نقش‌مایه‌های پهلوانی ژرمنی پیش از مسیحیت سروده شده، بر بیشتر موضوعات این اتفاقات اشاره دارد.